# محوطه گلشهر
محوطه گلشهر مربوط به دوره اشکانیان - دوره ساسانیان - سده‌های میانه دوران‌های تاریخی پس از اسلام است و در شهرستان ماهنشان، بخش انگوران، دهستان انگوران، ۱ کیلومتری غرب روستای قواق علیا واقع شده و این اثر در تاریخ ۲۶ اسفند ۱۳۸۷ با شمارهٔ ثبت ۲۵۹۵۳ به‌عنوان یکی از آثار ملی ایران به ثبت رسیده است.